# Оленегорское железорудное месторождение
Оленегорское железорудное месторождение — железорудное месторождение в Мурманской области России, в нескольких километрах от города Оленегорск.
Открыто в 1932 году, разведано до 1948 года, разрабатывается с 1955 года.
Руды в основном представлены полосчатыми железистыми кварцитами, основной рудный минерал — магнетит, содержание в руде Fe 30,8 %.
Рудные тела прослежены на глубину свыше 800 метров, имеют протяжённость 32 км и мощность от 50 до 300 м.
По данным 1998 года разрабатывалась открытым способом. Средняя годовая добыча руды (совместно с Кировогорским месторождением) составляла свыше 15,5 млн тонн.
По состоянию на 2015 год разрабатывается комбинированным способом. Разработку ведёт ОАО «Олкон» (Оленегорский ГОК). Используется 7 открытых карьеров: Оленегорский(с 1949) Кировогорский (с 1978), XV-летия Октября (с 1992) и Комсомольский (с 1998), Куркенпахк (с 2010), Восточный (с 2012), Центральный (с 2020). В 2005 году на базе Оленегорского карьера начал работу Оленегорский подземный рудник. На начало 2002 года из месторождения было добыто 531,24 млн т руды. Административный и промышленный центр разработки — город Оленегорск.